# Carey River
Der Carey River ist ein Fluss im östlichen Gippsland im australischen Bundesstaat Victoria.

## Verlauf
Er entspringt unterhalb des Nre Surveyors Creek Camp im Alpine National Park in einer Höhe von 1370 m.
Von dort fließt der Carey River nach Südwesten und mündet nach 17,3 km in den Wellington River. Auf seinem Weg nimmt er den von Osten kommenden Nebenfluss McFarlane Creek auf.
Der Carey River und sein Nebenfluss liegen in größtenteils unbewohntem Bergland des Alpine National Park.